# Aartsbisschop van Wales

De zes bisdommen van de Kerk in Wales

De aartsbisschop van Wales is het hoofd van de Kerk in Wales, een anglicaans (protestants) kerkgenootschap dat in 1920 ontstond nadat de de anglicaanse kerk in Wales werd losgekoppeld van de Kerk van Engeland. De aartsbisschop wordt gekozen uit het midden van de zes bisschoppen die de Kerk in Wales telt. De huidige aartsbisschop is Andy John (*1964), die tevens bisschop van Bangor is. Hij trad in 2021 aan.

## Lijst van aartsbisschoppen van Wales
| Afbeelding | Persoon                           | Periode      | Opmerking(en)                                                                      |
| ---------- | --------------------------------- | ------------ | ---------------------------------------------------------------------------------- |
|            | Alfred George Edwards (1848-1937) | 1920 - 1934  | Bisschop van St Asaph (1889-1934)                                                  |
|            | Charles Green (1864-1944)         | 1934 - 1944  | Bisschop van Monmouth (1921-1928); Bisschop van Bangor (1928-1944)                 |
|            | David Prosser (1868-1950)         | 1944 - 1949  | Bisschop van St Davids (1926-1950)                                                 |
|            | John Morgan (1886-1957)           | 1949 - 1957  | Bisschop van Swansea en Brecon (1934-1939); Bisschop van Llandaff (1939-1957)      |
|            | Edwin Morris (1894-1971)          | 1957 - 1967  | Bisschop van Monmouth (1945-1967)                                                  |
|            | Glyn Simon (1903-1972)            | 1968 - 1971  | Bisschop van Swansea en Brecon (1953-1958); Bisschop Llandaff (1957-1970)          |
|            | Gwilym Williams (1913-1990)       | 1971 - 1981  | Bisschop van Bangor (1957-1982)                                                    |
|            | Derrick Childs (1918-1987)        | 1983 - 1986  | Bisschop van Monmouth (1971-1986)                                                  |
|            | George Noakes (1924-2008)         | 1986 - 1991  | Bisschop van St Davids (1981-1991)                                                 |
|            | Alwyn Rice Jones (1934-2007)      | 1991 - 1999  | Bisschop van St Asaph (1981-1999)                                                  |
|            | Rowan Williams (1950-)            | 1999 - 2002  | Bisschop van Monmouth (1991-2002); nadien aartsbisschop van Canterbury (2002-2012) |
|            | Barry Morgan (1947-)              | 2002 - 2017  | Bisschop van Bangor (1992-1999); Bisschop van Llandaff (1999-2017)                 |
|            | John Davies (1953-)               | 2017 - 2021  | Bisschop van Swansea en Brecon (2008-2021)                                         |
|            | Andy John (1964-)                 | 2021 - heden | Bisschop van Bangor (2007-)                                                        |